# Переславское ополье
Переславское ополье — почти безлесный, сельскохозяйственно освоенный природный район, имеющий естественные границы: на севере река Нерль-Клязьминская, на востоке — река Шаха, на юго-западе — река Трубеж и Плещеево озеро с городом Переславлем-Залесским на его берегу. Для этого района характерны тёмно-серые лесные почвы, отличающиеся большой мощностью гумусового горизонта и высоким плодородием. Среднее содержание перегноя (гумуса) составляет 3,5—5 и более процентов. По богатству органических веществ почвы переславского ополья не уступают знаменитому украинскому чернозёму. Переславское ополье рассматривается как часть Владимирского ополья.

## История
Плодородные почвы и благоприятный климат способствовали выращиванию хлебов. Здесь издревле возделывали рожь и овёс, горох и гречиху, позднее лён и ячмень, а ещё позже картофель  и пшеницу. Село Большая Брембола считается колыбелью, а его жители — пионерами отечественного картофелеводства (особенно скороспелых сортов).
По местным преданиям, появление здесь картофеля связано с именем Петра Первого, который в конце XVII века из Голландии в Переславль прислал мешок клубней в знак благодарности за полученную им здесь добрую корабелостроительную науку.
На территории ополья (село Смоленское) в 1875 году была открыта агрономическая школа, первое учебное заведение в России, готовившее специалистов по растениеводству и животноводству.

## Сельское хозяйство
На территории переславского Ополья с древних лет культивировали рожь и овёс, горох и гречиху, позднее лён и ячмень. Село Большая Брембола считается колыбелью отечественного картофелеводства скороспелых сортов..
Плодородные почвы переславского Ополья сторицей воздавали крестьянскому труду. Крестьянин Голышев из села Ивановское Переславской волости уже в 1922 году добился урожая ржи в 114 пудов, овса 139 пудов, картофеля 933 пуда с десятины. В Успенском сельскохозяйственном техникуме в 1920 году собирали 25—30 ц озимой пшеницы, 50—60 ц сена, больше 500 центнеров кормовых корнеплодов с одного гектара.
На таком изобилии корма пестовалась порода коней «советский тяжеловоз» — животных небывалой силы и безмерной выносливости.
В небывало жестоком и засушливом 1981 году переславские аграрии добились средних результатов. В совхозе имени В. И. Ленина засуха уничтожила летнее сено, поэтому от каждой коровы получили всего лишь 2,7 тонны молока. В Савельевской ферме надой составил не более 3,1 тонн от коровы.

## См.также
- Ополье